# Anna Beöthy Steiner
Anna Beöthy Steiner, auch Anna Beothy Steiner, (* 1902 in Nagyvárad, Österreich-Ungarn; † 1985 in Paris) war eine ungarisch-französische Malerin.

## Leben
Anna Steiner studierte Publizistik zwischen 1922 und 1925 an der privaten Kunstschule von Álmos Jaschik in Budapest. Zahlreiche Reisen führten sie nach Österreich, Deutschland und Italien, wo sie Filippo Tommaso Marinetti kennenlernte, dessen futuristische Ideen sie zunächst ebenso beeinflussten wie der Orphismus Robert Delaunays. Seit 1927 lebte sie in Paris, wo sie István Beöthy heiratete. Sie zählte wie dieser zu den Gründungsmitgliedern der 1931 entstandenen Gruppe „Abstraction-Création“, der Künstler wie Arp, Gabo, Herbin, Kupka, Mondrian, Nicholson und Vantongerloo angehörten. 1934 unterbrach Beöthy Steiner ihre künstlerische Arbeit und nahm sie erst in den 1960er Jahren, nach dem Tod ihres Mannes, wieder auf. Als ihr Hauptwerk werden die Arbeiten aus den Jahren 1927 bis 1934 angesehen. In dieser Zeit entstanden neben Zeitschriftenillustrationen, Stoff- und Modeentwürfen vor allem Gouachen und Aquarelle. Sie zeigen die Durchdringung und Überlagerung von einfachen, geometrischen Farbflächen, deren Proportionierung die Beschäftigung mit István Beöthy erkennen lassen. Seit 1932 wurden ihre Kompositionen durch den Kontrast von einfachen Farben bestimmt. Es entstanden flächige Farbräume, die die Ideen der Op-Art vorwegnahmen.